# Луки-Энергия

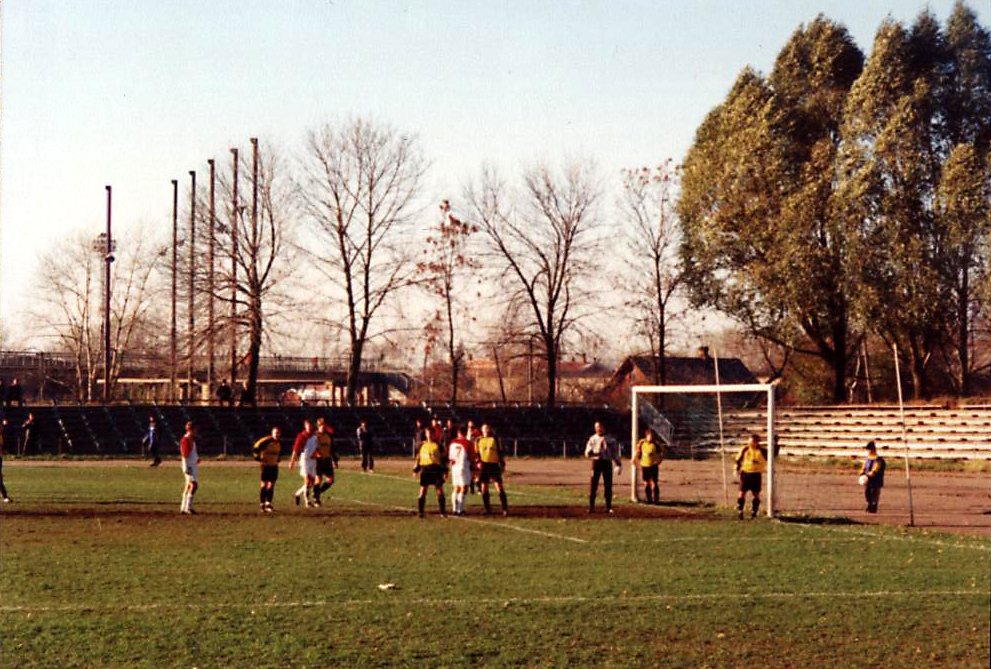
Матч «Кривичи» (Великие Луки) — «Нефтяник» (Ярославль), 2001 год

«Лу́ки-Эне́ргия» — российский футбольный клуб из Великих Лук, Псковская область. Основан в 1991 году.

## Названия
- 1991 — «Экспресс»
- 1992 — СКИФ-«Экспресс»
- 1993 — СКИФ-«Юность»
- 1996—2000 — «Энергия»
- 2001—2002 — «Кривичи»
- 2003—2005 — «Луки»-СКИФ
- С 2014 — «Луки-Энергия»

Приведены названия великолукских команд, участвовавших в межрегиональных (зональных) первенствах всероссийского (всесоюзного) уровней. Команда «Энергия» в 1992—1995 играла в чемпионате Псковской области. В это же время, в 1994—1995 годах, существовала также команда «Чайка».

## Предыстория
Первый междугородний матч на своём поле команда Великих Лук (это была сборная города) провела в 1921 году, соперник — петроградский «Меркур», результат — 1:13. В советское время различные футбольные команды принимали участие в турнирах Великолукской области, а с её упразднением — в соревнованиях Псковской области. В 1940—1950-х годах город был представлен в кубке и чемпионате РСФСР. В 1957 году великолукская команда, заняв 1-е место среди 6 команд в северо-западной зоне в группе «А», играла в полуфинальном турнире в Смоленске, где показала 4-й результат из 4-х команд-участниц. С 1960-х годов лидером футбола в Великих Луках стала команда «Экспресс» (представляла локомотивовагоноремонтный завод), неоднократно становившаяся победителем и призёром чемпионата Псковской области. В 1987 году она сыграла в Кубке РСФСР.

## «Экспресс», «Энергия», «Кривичи», «Луки-СКИФ»
В 1990—1991 годах «Экспресс» участвовал в турнирах КФК РСФСР. Команда с названием «Экспресс» существует и в настоящее время, является участником чемпионата Псковской области. Название «Экспресс» также носит городская СШОР и стадион.
В 1980-х годах на областном уровне серьёзную конкуренцию «Экспрессу» стала составлять команда «Чайка», представлявшая радиозавод, в 1990 году сыграла в кубке РСФСР. В 1992 году на смену «Экспрессу» и «Чайке» пришла «Энергия» — команда открытого акционерного общества «Импульс».
В 1992 году в Первенстве России среди КФК играла команда СКИФ-«Экспресс», в 1993 году — СКИФ-«Юность» (связка команд института физической культуры «СКИФ» и ДЮКФП «Юность»). В чемпионате Псковской области в 1992—1995 годах команда «Энергия» (Великие Луки) входила в первую тройку (3-е место в 1992—1993 годах и 1-е — в 1994—1995). В 1996 году «Энергия» выступила в Первенстве России среди КФК, в зоне «Северо-Запад» заняла 2-е место, участвовала в финальном турнире в Ульяновске. Представляла Великолукский завод щелочных аккумуляторов.
В 1997—2001 годах «Энергия» (в 2001 году команда сменила название на «Кривичи») — участник первенств России под эгидой ПФЛ: в третьей лиге (1997) и втором дивизионе (1998—2001). В сезонах 1998/99—2001/02 — также участник розыгрышей Кубка России.
В 2002—2005 годах команда участвовала в Первенстве России среди КФК (зона «Северо-Запад»), с 2003 года — под названием «Луки-СКИФ», в 2006 году из-за финансовых и кадровых проблем клуба команда «Луки-СКИФ» не была включена в первенство Северо-Запада и играла в чемпионате Псковской области.
Базой этих команд являлась Великолукская академия физической культуры и спорта (до 2003 года — «Великолукский институт физкультуры») со стадионом «Экспресс» и игровым залом физкультурной академии.

## «Луки-Энергия»

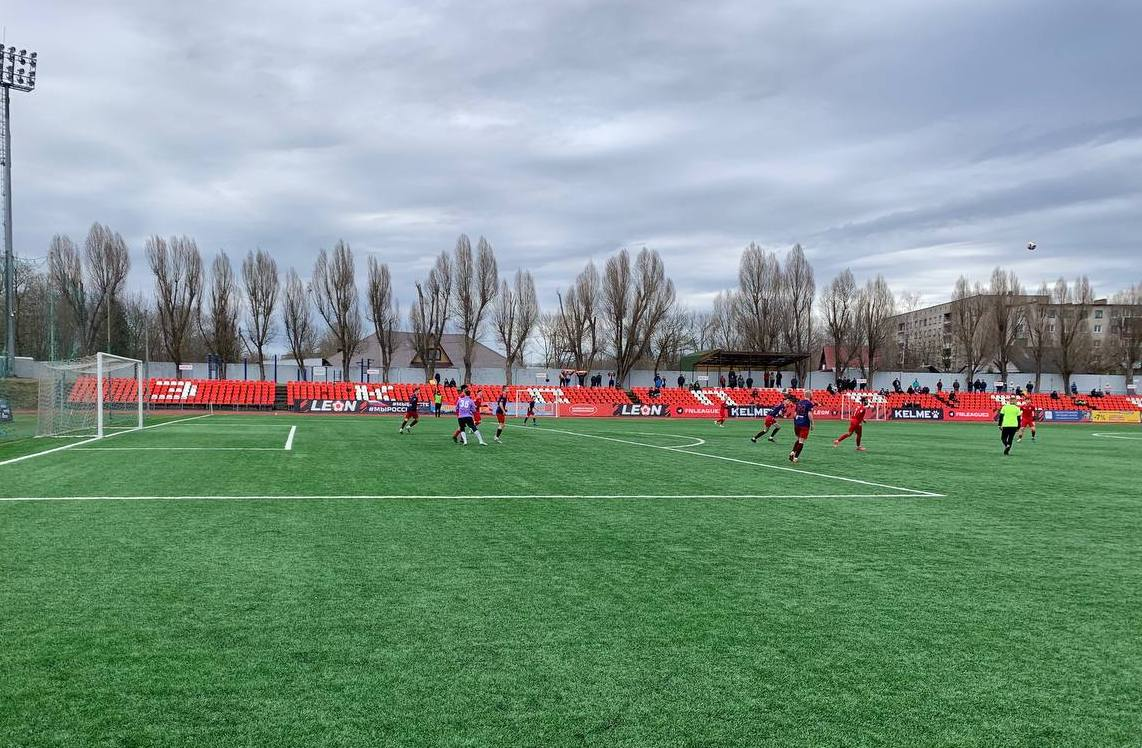
Матч «Луки-Энергия» (Великие Луки) — «Днепр» (Смоленск), 2024 год

В ноябре 2013 года было принято решение возродить футбольную команду в городе, она получила название «Луки-Энергия». В числе спонсоров — администрация города и ряд городских предприяитий. В 2014 году команда приняла участие в Первенстве Северо-Запада (III дивизион, ЛФК), в следующие два сезона становилась бронзовым призёром.
С сезона 2017/18 вновь команда из Великих Лук играет на профессиональном уровне: в Первенстве ПФЛ (название в сезоне-2021/22 — Второй дивизион ФНЛ, с сезона-2022/23 — Вторая лига) и Кубке России.
Высшее достижение в первенстве — 9-е место в группе «Запад» ПФЛ (2018/19). Высшее достижение в кубке — выход в 1/16 финала (2018/19).

## Результаты выступлений
| Сезон             | Лига/дивизион (уровень)                | Зона                                   | Место          | Примечания      | Примечания |
| ----------------- | -------------------------------------- | -------------------------------------- | -------------- | --------------- | --- |
| Советский период  |                                        |                                        |                |                 | |
| 1990              | КФК, турнир «Футбол России» (5)        | Север                                  | 8 из 10        | «Экспресс»      | «Экспресс» |
| 1991              | Первенство КФК РСФСР (5)               | 6 (Центр)                              | 16 из 16       | «Экспресс»      | «Экспресс» |
| Российский период |                                        |                                        |                |                 | |
| 1992              | Первенство КФК (4)                     | Центр А                                | 15 из 15       | СКИФ-«Экспресс» | Команда «Энергия»: в чемпионате Псковской области — 3-е место (1992, 1993), 1-е место (1994, 1995), в чемпионате г. Великие Луки — 1-е место (1993). |
| 1993              | Первенство КФК (4)                     | Центр В                                | 11 из 12       | СКИФ-«Юность»   | Команда «Энергия»: в чемпионате Псковской области — 3-е место (1992, 1993), 1-е место (1994, 1995), в чемпионате г. Великие Луки — 1-е место (1993). |
|                   |                                        |                                        |                |                 | Команда «Энергия»: в чемпионате Псковской области — 3-е место (1992, 1993), 1-е место (1994, 1995), в чемпионате г. Великие Луки — 1-е место (1993). |
| 1995              | Кубок чемпионов МРО «Северо-Запад» (6) | Кубок чемпионов МРО «Северо-Запад» (6) | 8 из 8         | «Энергия»       | Команда «Энергия»: в чемпионате Псковской области — 3-е место (1992, 1993), 1-е место (1994, 1995), в чемпионате г. Великие Луки — 1-е место (1993). |
| 1996              | Первенство КФК (5)                     | Северо-Запад                           | 2 из 10        | «Энергия»       | |
| 1996              | Первенство КФК (5)                     | финал                                  | 5 из 5 (груп.) | «Энергия»       | |
| 1997              | Третья лига ПФЛ (4)                    | 4                                      | 9 из 19        | «Энергия»       | Профессиональный (нелюбительский) уровень (команды мастеров)                                                                                         |
| 1998              | Второй дивизион ПФЛ (3)                | Запад                                  | 11 из 21       | «Энергия»       | Профессиональный (нелюбительский) уровень (команды мастеров)                                                                                         |
| 1999              | Второй дивизион ПФЛ (3)                | Запад                                  | 16 из 20       | «Энергия»       | Профессиональный (нелюбительский) уровень (команды мастеров)                                                                                         |
| 2000              | Второй дивизион ПФЛ (3)                | Запад                                  | 19 из 19       |                 | Профессиональный (нелюбительский) уровень (команды мастеров)                                                                                         |
| 2001              | Второй дивизион ПФЛ (3)                | Запад                                  | 19 из 20       | «Кривичи»       | Профессиональный (нелюбительский) уровень (команды мастеров)                                                                                         |
| 2002              | КФК/ЛФЛ (4)                            | Северо-Запад                           | 3 из 11        | «Кривичи»       | |
| 2003              | КФК/ЛФЛ (4)                            | Северо-Запад                           | 3 из 10        | «Луки-СКИФ»     | |
| 2004              | КФК/ЛФЛ (4)                            | Северо-Запад                           | 4 из 10        | «Луки-СКИФ»     | Обладатель Кубка МРО «Северо-Запад», обладатель Кубка Псковской области                                                                              |
| 2005              | КФК/ЛФЛ (4)                            | Северо-Запад                           | 4 из 10        | «Луки-СКИФ»     | |
|                   |                                        |                                        |                |                 | |
| 2014              | III дивизион (4)                       | Северо-Запад                           | 4 из 10        | «Луки-Энергия»  | |
| 2015              | III дивизион (4)                       | Северо-Запад                           | 3 из 8         | «Луки-Энергия»  | |
| 2016              | III дивизион (4)                       | Северо-Запад                           | 3 из 9         | «Луки-Энергия»  | Чемпион Псковской области и финалист Кубка Псковской области                                                                                         |
| 2017              | Кубок чемпионов МРО «Северо-Запад» (5) | Кубок чемпионов МРО «Северо-Запад» (5) | 1 из 8         | «Луки-Энергия»  | |
| 2017/18           | Первенство ПФЛ (3)                     | Запад                                  | 11 из 14       | «Луки-Энергия»  | Профессиональный уровень |
| 2018/19           | Первенство ПФЛ (3)                     | Запад                                  | 9 из 13        | «Луки-Энергия»  | Профессиональный уровень |
| 2019/20           | Первенство ПФЛ (3)                     | Запад                                  | 13 из 14       | «Луки-Энергия»  | Профессиональный уровень |
| 2020/21           | Первенство ПФЛ (3)                     | Группа 2                               | 13 из 16       | «Луки-Энергия»  | Профессиональный уровень |
| 2021/22           | Второй дивизион ФНЛ (3)                | Группа 2                               | 19 из 21       | «Луки-Энергия»  | Профессиональный уровень |
| 2022/23           | Вторая лига (3)                        | Группа 2                               | 11 из 22       | «Луки-Энергия»  | Профессиональный уровень |
| 2023              | Вторая лига (4)                        | Группа 2                               | 11 из 18       | «Луки-Энергия»  | |